# Klaus Schöch
Klaus Schöch (* 4. Juli 1947 in Göfis; † 3. August 2008 in Feldkirch) war ein österreichischer Schauspieler.

## Leben
Klaus Schöch absolvierte eine kaufmännische Ausbildung und war vorerst auch in diesem Beruf tätig. Erst relativ spät kam er über das Kabarett, er war gemeinsam mit Sepp Längle bei den Wühlmäusen, einem Vorarlberger Kabarett-Ensemble der 1960er, 1970er und 1980er, zum Schauspielerberuf.
Im Jahr 1985 verließ der Familienvater eine vergleichsweise gesicherte berufliche Laufbahn und ging das Wagnis ein, die Schauspielerei als Beruf zu ergreifen. Im Jahr 1989 legte er die Bühnenprüfung ab. Bis 1990 war er festes Ensemblemitglied im Theater am Kirchplatz in Schaan in Liechtenstein.
Seit 1990 arbeitete Schöch als freier Schauspieler für verschiedene Häuser wie beispielsweise das Theater in der Josefstadt in Wien, das Residenztheater in München oder auch in seiner Vorarlberger Heimat beim Vorarlberger Landestheater und den Bregenzer Festspielen. Ebenso wirkte er als Sänger in verschiedenen Operetten mit.
Für den Österreichischen Rundfunk wirkte er in zahlreichen Hörspielen mit. Bekannt wurde vor allem die Vorarlberger Hörspielreihe „Scheffknecht und Breuß“ von Michael Köhlmeier, in der Schöch den Hermann Scheffknecht spielte. Mit Beginn der täglichen lokalen Sendung Vorarlberg Heute übernahm Klaus Schöch 1988 die Rolle des „Nochejassers“, in der er in über 800 Folgen beinahe jeden Mittwoch aktuelle Geschehnisse aus dem „Ländle“ zeitkritisch reflektierte.
Schöch hatte 2007 seine Pension angetreten, arbeitete aber weiterhin an Projekten. Er starb am 3. August 2008 an den Folgen eines Herzinfarktes, den er vollkommen unerwartet während eines Sonntagsspazierganges erlitt. Die Trauerfeier – mit einer großen Trauergemeinde, darunter viele Theaterleute und Künstler – fand fünf Tage später statt.

## Rezeption
Wolfgang Burtscher, zum Zeitpunkt von Schöchs Tod Vorarlberger ORF-Landesdirektor gab in einer ersten Stellungnahme zu Protokoll, dass sich Schöch „trotz der kritischen Grundhaltung seiner Beiträge“ beim Publikum einer „außergewöhnlicher Beliebtheit erfreut“ habe und „ungeheuer populär geworden“ sei, für seine „große Qualität als Kabarettist und Schauspieler“ spreche.
Zehn Jahre nach seinem Tod bezeichneten die Vorarlberger Nachrichten Klaus Schöch als „Vorarlberger Publikumsliebling, Volksschauspieler und Charakterkopf mit Witz und Verstand“.